# Romeo Giovannini
Romeo Giovannini (Lucca, 14 agosto 1913 – Mortara, 23 marzo 2005) è stato un giornalista, scrittore e critico letterario italiano.

## Biografia
Nato a Santa Maria a Colle, frazione a tre chilometri dalla città di Lucca, presto si trasferì a poche centinaia di metri dalle mura, in una corte (chiamata Martinelli) che era allora contadina, e non lontana da quello che, in viale Giacomo Puccini, diventerà  l'appartamento di Mario Tobino molti decenni più tardi.
All'età di undici anni decise di entrare in seminario volendo farsi prete. Durante gli studi, dimostrò un particolare interesse per il greco antico e per la letteratura italiana del Medioevo e del Rinascimento. Era ancora in seminario, quando cominciò ad allestire le sue prime versioni di Anacreonte.
Nel 1931, completato il liceo, decise di abbandonare il seminario. Approfondì le sue conoscenze della letteratura frequentando la biblioteca di Lucca ed iniziò ad avvicinarsi agli scrittori contemporanei, leggendo fra gli altri Soffici e Papini.
Terminato il servizio militare, strinse amicizia con Guglielmo Petroni, Arrigo Benedetti, Giuseppe Ardinghi e Mari di Vecchio, e frequentò il Caffè Di Simo - luogo di incontro già di Giosuè Carducci, Giovanni Pascoli, Giacomo Puccini, Enrico Pea -, che nel secondo dopoguerra diventerà la sede del noto circolo culturale "Renato Serra", presieduto da Giuseppe De Robertis: in questo caffè il poeta statunitense Robert Lowell terrà la prima lettura dei suoi versi in Italia.
Al Caffè Di Simo Giovannini conobbe anche Arrigo Benedetti e il pittore Giuseppe Ardinghi, ai quali si unirono Pea, Mario Tobino, Manlio Cancogni (che lo ricorderà in "Matelda"), Mario Pannunzio,  e altri, fra cui Mino Maccari, che ne ospitò le prime prose sul <<Selvaggio>>. Frequentò anche, a Firenze, il celebre caffè delle "Giubbe Rosse", dove strinse amicizia con Eugenio Montale, Carlo Emilio Gadda, Arturo Loria, Ardengo Soffici, Franco Calamandrei, Vasco Pratolini. Nel 1935,  si trasferì a Roma insieme con l'amico Petroni. Nella capitale Giovannini si sposò e ampliò il raggio delle conoscenze, stringendo amicizia con Sandro Penna e Alfonso Gatto fra gli altri. Giovannini fece parte di quella generazione di lucchesi che, nel Novecento, seppe affermarsi nel giornalismo e nella letteratura italiana introducendovi elementi innovativi e originali.
Dei suoi incontri e delle sue amicizie con alcune delle maggiori personalità del Novecento letterario italiano, negli anni del Di Simo, delle Giubbe rosse e di Roma, ma non solo, Giovannini ha lasciato il volume di ricordi (tuttora inedito) "Il miele di Giona", ricco di informazioni di prima mano.
Collaborò con diverse riviste italiane, come ad esempio <<L'Orto>>, <<Campo di Marte>>, <<Corrente>>, <<La Ruota>, <<Frontespizio>> e <<Primato>>. Collaborò anche ad <<Oggi>>, dove era l'amico Benedetti, di cui fu sempre il "braccio destro". Nel dopoguerra, le prose di Giovannini usciranno principalmente sul <<Mondo>>. Una bibliografia delle prose letterarie di Giovannini è ora nel volume a cura di Valeria Biagi e Alessandro Viti, "Bibliografia degli Scrittori della Provincia di Lucca. Gli anni di Giannini: 1925-1960", Lucca, Quaderni del CISESG-ZonaFranca, 2014.
Le versioni e i liberi rifacimenti dal greco - le "Anacreontiche"  - furono raccolti e pubblicati nel 1941, presso la casa editrice romana La Cometa: i critici del tempo li giudicarono il più alto esempio, nel Novecento, di traduzione dai classici.
Nel 1944 Giovannini curò la traduzione in italiano del libro L'ultimo Medico di Napoleone, arricchita da numerose note esplicative e nel 1945 Fuga dai Piombi di Casanova
Nel 1946, per le edizioni di Astrolabio fu fatta una ristampa di Anacreontiche, con l'aggiunta di altre liriche. Giovannini collaborò quindi a "Botteghe oscure", diretta da Giorgio Bassani, pubblicandovi alcune sue poesie. Nel 1950 iniziò la sua collaborazione con il settimanale Il Mondo diretto da Mario Pannunzio, che si batteva per una cultura laica, libera dai dogmi di qualsiasi genere e per un'analisi rigorosa dei problemi della società italiana.
Tra il 1947 e il 1956 fu redattore de L'Europeo fondato da Gianni Mazzocchi e Arrigo Benedetti. Interlocutore, lettore e "giudice" letterario già caro agli amici lucchesi e romani, in specie Penna, per la sua competenza, il suo gusto e, soprattutto per il suo rigore che non ammetteva sconti, divenne in breve uno dei critici italiani più rispettati e temuti per la sua libertà di spirito, collaborando a "Il Giorno" per 17 anni, fino al 1971, quando abbandonò la professione.
Nel 1972 scrive il testo Io Minerale per il catalogo della mostra "Geologie dell'Io" di Tullio Pericoli. Negli anni Settanta diventa anche consulente di Elvio Facchinelli nella casa editrice L'erba voglio.
Alla ricerca della perfezione dello stile, e nell'idea dell'esercizio della scrittura come servizio all'arte e disciplina severa, disinteressata, per tutta la vita Giovannini lavorò al volume, ispirato ai suoi ricordi degli anni di seminario e dal titolo provvisorio "Cronache di un seminarista", di cui pubblicò i capitoli, rivedendoli e ristampandoli più volte, a partire dagli anni Trenta. Invano Italo Calvino ne sollecitò spesso la consegna per Einaudi.
Le sue immagini poetiche classicamente limpide, anche nelle allusioni sensuali, le ritroviamo nelle pagine dei suoi Stornelli di Matraia pubblicate nel 1992 dalla casa editrice Pacini Fazzi con il contributo della Provincia di Lucca.
Lavorando a Milano, come giornalista e critico del quotidiano "Il Giorno", Giovannini si era trasferito a Lomello, in provincia di Pavia: qui, a causa del clima, abitava per alcuni mesi all'anno, preferendo soggiornare più a lungo nella casa di Lucca (presso Piazza S. Romano),  la città dove ritrovava i fratelli, i nipoti e tanti amici vecchi e nuovi.
Si spegne a Mortara nel tardo pomeriggio del mercoledì 23 marzo 2005.
Nel numero 35 del gennaio 2009, la rivista di poesia e filosofia <<Kamen'>>, gli ha dedicato una sezione monografica (completa di biografia e bibliografia), con una nota di Amedeo Anelli.
Una parte della ricca Biblioteca di Romeo Giovannini, quella che resta dopo un grave furto avvenuto a poco tempo dalla morte dell'autore, è ora conservata nella Biblioteca Giovannini Magenta di Lomello. I suoi inediti e altro materiale a stampa (recensioni, testi e simili), consegnati dall'ultima compagna di Giovannini,  Antonia Iriu Oppo per rispettarne i voleri, sono conservati a Lucca nell'archivio privato di Daniela Marcheschi.